# Bláznivá, zatracená láska
Bláznivá, zatracená láska (v anglickém originále Crazy, Stupid, Love) je americký romantický komediální film z roku 2011. Režie se ujali Glenn Ficarra a John Requa a scénáře Dan Fogelman. Ve snímku hrají hlavní role Steve Carell, Ryan Gosling, Julianne Moore, Emma Stoneová, Marisa Tomei a Kevin Bacon.
Film měl premiéru v New Yorku 19. července 2011 a do kin byl oficiálně uveden 29. července 2011. V České republice měl premiéru 15. září 2011. Film získal pozitivní recenze od kritiků a vydělal přes 142 milionů dolarů. Ryan Gosling získal za roli nominaci na Zlatý glóbus v kategorii nejlepší herec – muzikál nebo komedie.

## Obsazení

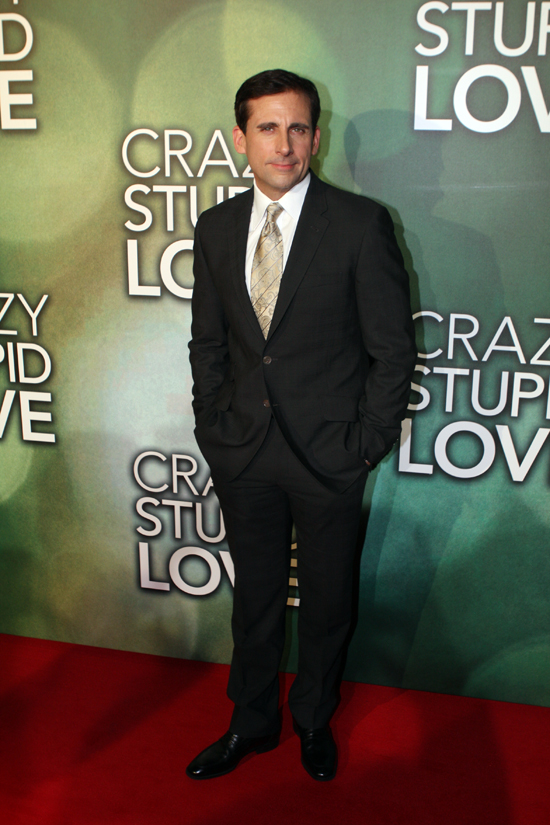
Steve Carell na australské premiéře filmu Bláznivá, zatracená láska

| Steve Carell       | Cal Weaver           |
| Ryan Gosling       | Jacob Palmer         |
| Julianne Moore     | Emily Weaver         |
| Emma Stoneová      | Hannah „Nana“ Weaver |
| Lio Tipton         | Jessica Riley        |
| Jonah Bobo         | Robbie Weaver        |
| Joey King          | Molly Weaver         |
| Maria Tomei        | Kate Tafferty        |
| John Carroll Lynch | Bernie Riley         |
| Beth Littleford    | Claire Riley         |
| Kevin Bacon        | David Lindhagen      |
| Liza Lapira        | Liz                  |
| Josh Groban        | Richard              |
| Crystal Reed       | Amy Johnson          |

## Přijetí

### Tržby
Film vydělal 84,2 milionů dolarů v Severní Americe a 58,5 milionů dolarů v ostatních oblastech, celkově tak vydělal 142,7 milionů dolarů po celém světě. Rozpočet filmu činil 50 milionů dolarů. Za první víkend docílil páté nejvyšší návštěvnosti, kdy vydělal 19,1 milionů dolarů.

### Recenze
Film získal pozitivní recenze od kritiků. Na recenzní stránce Rotten Tomatoes získal z 205 započtených recenzí 78 procent s průměrným ratingem 6,9 bodů z deseti. Na serveru Metacritic snímek získal z 40 recenzí 68 bodů ze sta. Na Česko-Slovenské filmové databázi snímek získal 77 %.

### Ocenění
| Ocenění                      | Kategorie                                                  | Nominovaný                   | Výsledek  |
| ---------------------------- | ---------------------------------------------------------- | ---------------------------- | --------- |
| BMI Film & TV Awards         | Nejlepší film                                              | Nick Urata                   | nominace  |
| Casting Society of America   | Nejlepší casting pro velko-rozpočtovou komedii             | Mindy Marin, Kara Lipson     | vítězství |
| Critics' Choice Movie Awards | Nejlepší komediální film                                   |                              | nominace  |
| Detroit Film Critics Society | Nejlepší herec ve vedlejší roli                            | Ryan Gosling                 | nominace  |
| Detroit Film Critics Society | Nejlepší obsazení                                          |                              | nominace  |
| Empire Awards                | Nejlepší komediální film                                   |                              | nominace  |
| Zlatý glóbus                 | Nejlepší herec ve filmu – muzikál nebo komedie             | Ryan Gosling                 | nominace  |
| Golden Trailer Awards        | Nejlepší romantický televizní spot                         | "In It"                      | nominace  |
| Golden Trailer Awards        | Nejlepší wildposts                                         | "Banners"                    | nominace  |
| Filmová cena MTV             | Nejlepší herečka                                           | Emma Stoneová                | nominace  |
| Filmová cena MTV             | Nejlepší polibek                                           | Emma Stoneová a Ryan Gosling | nominace  |
| People's Choice Awards       | Nejlepší komediální film                                   |                              | nominace  |
| People's Choice Awards       | Nejlepší herečka                                           | Emma Stoneová                | vítězství |
| People's Choice Awards       | Nejlepší komediální herec                                  | Steve Carell                 | nominace  |
| People's Choice Awards       | Nejlepší komediální herečka                                | Emma Stoneová                | vítězství |
| Teen Choice Awards           | Nejlepší film: komedie                                     |                              | nominace  |
| Teen Choice Awards           | Nejlepší filmový herec: komedie                            | Ryan Gosling                 | nominace  |
| Teen Choice Awards           | Nejlepší filmová herečka: komedie                          | Emma Stoneová                | vítězství |
| Teen Choice Awards           | Nejlepší filmová chemie                                    | Ryan Gosling a Steve Carell  | nominace  |
| Teen Choice Awards           | Nejlepší filmový polibek                                   | Ryan Gosling a Emma Stoneová | nominace  |
| Teen Choice Awards           | Nejlepší výbuch vzteku                                     | Steve Carell                 | nominace  |
| Young Artist Awards          | Nejlepší vystoupení ve filmu: mladý herec ve vedlejší roli | Jonah Bobo                   | nominace  |